# Hospitalité Notre-Dame de Lourdes
L'Hospitalité Notre-Dame de Lourdes est une archiconfrérie créée à Lourdes (Hautes-Pyrénées) en 1885, constituée plus tard en association de type loi de 1901. Ses membres sont des bénévoles originaires de 60 pays ayant pour rôle d'accueillir et accompagner des milliers de pèlerins, particulièrement des malades ou handicapés, qui se rendent à Lourdes.

## Histoire
En 1858, Bernadette Soubirous raconte que la « Dame » lui est apparue en lui disant : « qu'on vienne ici en procession », « venez à la fontaine boire et vous y laver ».
Dès cette année, Bernadette est accompagnée par des centaines puis des milliers de pèlerins malades et handicapés, venus en pèlerinage.
Un an après les apparitions, seuls ou en groupe, environ 30 000 pèlerins sont passés à Lourdes qui compte déjà sept miracles reconnus par l'Église catholique.
En septembre 1861, le diocèse de Tarbes acquiert le site des apparitions et le 18 janvier 1862, l'évêque de Tarbes, Bertrand-Sévère Laurence, charge le curé-doyen de Lourdes, l'abbé Peyramale d'aménager le site et d'y mettre en place une infrastructure pour accueillir les millions de pèlerins annuels qui se rendent à Lourdes en pèlerinages paroissiaux d'abord puis diocésains.
En 1866, l'ouverture de la gare de Lourdes, accueillant le premier train de pèlerinage, lance le transport de masse et ouvre la porte au pèlerinage en groupe. La gare est située à une distance de 1 500 m des sanctuaires et à une altitude de 40 m plus haut. Les pèlerins descendent à pied (souvent sur brancard ou voiturette) puis avec les voitures à chevaux et enfin en car.
Le premier pèlerinage national à Lourdes a lieu du 21 au 25 juillet 1873.
En 1874, l'Accueil Marie Saint-Frai (hôpital Notre-Dame-des-Douleurs) ouvre 400 lits pour les pèlerins malades ou handicapés.
Le premier pèlerinage belge et le premier pèlerinage parisien (paroisse Saint-Sulpice) ont lieu avant 1875.
En 1877, l’accueil (asile) Notre-Dame ouvre à son tour. Il est reconstruit de l'autre côté du gave en 1997 avec 902 lits.
Le nombre de pèlerins augmente rapidement. En 1879, les 25 Petites Sœurs de l'Assomption ne suffisent plus à prendre soin des pèlerins et elles sont aidées par des hospitaliers laïcs qui commencent à servir les 1 000 pèlerins du pèlerinage national de 1881. C'est ainsi que nait l'Hospitalité Notre-Dame de Salut qui fait école et contribue à la naissance de l'Hospitalité Notre-Dame de Lourdes. En 1885, à la demande des aumôniers de Lourdes souhaitant accueillir et héberger toute l'année les pèlerins qui arrivent à la gare de Lourdes, l'Hospitalité Notre-Dame de Lourdes est créée par l'évêque de Tarbes Prosper-Marie Billère avec le comte de Combettes de Luc qui en est le président. Au départ les hospitaliers ne sont que trois, puis augmentent jusqu'à 20 000 . Les membres de l'Hospitalité ne sont pas limités aux habitants de Lourdes, mais viennent de toute la France et du monde entier.
Non loin de l'Accueil Marie Saint-Frai, la résidence de l'Ave Maria offre le gîte aux hospitalières. A côté de la porte Saint-Michel, dans les sanctuaires, la résidence Saint-Michel offre le gîte aux hospitaliers mais étant trop petite pour contenir tout le monde et régulièrement pleine, les hospitaliers se débrouillent pour se loger dans la ville de Lourdes qui dispose de plus de 160 hôtels, ce qui en fait la deuxième ville hôtelière de France après Paris et avant Nice.
Pour les plus jeunes (aides-hospitaliers mineurs, scouts et guides), le village des jeunes — en hauteur sur le mont Béout — a une capacité de 350 lits et de 2 000 places en campement.
En 1887, Prosper-Marie Billère inaugure les processions du Saint-Sacrement avec bénédiction des pèlerins, puis en 1890-1891, il fait construire les piscines.
En 1901, l'Hospitalité Notre-Dame de Lourdes est reconnue comme association de type loi de 1901 permettant à toute personne, quelle que soit sa croyance, de s’associer à l’Hospitalité.
Le 20 mars 1928, le bref de l'évêque de Tarbes Alexandre-Philibert Poirier érige l'hospitalité de Notre-Dame de Lourdes en archiconfrérie (loi canonique), permettant à l'hospitalier de faire sa consécration à Jésus par Marie et vivre en communion fraternelle dans la fidélité au Christ. L'archiconfrérie agrège toutes les autres confréries du même nom et de même but déjà existantes, soit plus de soixante hospitalités françaises et vingt étrangères.
Le 12 mai 1928, un décret de la Sacrée Pénitencerie permet aux hospitaliers dévoués aux pèlerins malades de bénéficier d'indulgences et de faveurs spirituelles.
Sous l'épiscopat de l'évêque de Tarbes Georges Choquet, une messe du souvenir à la mémoire des serviteurs décédés de Notre-Dame de Lourdes (évêques, chapelains, prêtres, religieux, membres d'hospitalités, employés et ouvriers des sanctuaires) est instituée dans la basilique supérieure de Lourdes chaque année au mois de novembre.
C'est en 1940, que l'association Massabielle est créée pour les présidents (directeurs) d'hospitalités diocésaines ou privées, gérant le pèlerinage à Lourdes.

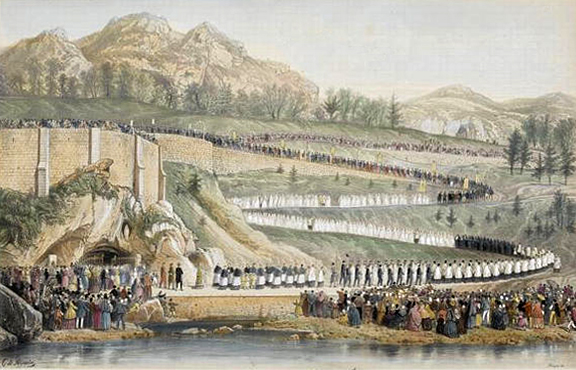
Première procession de l'église paroissiale pour l'inauguration de la statue de la grotte de Massabielle (4 avril 1864).
Pèlerinage en groupe (photo prise entre 1897 et 1922 par Eugène Cattin).
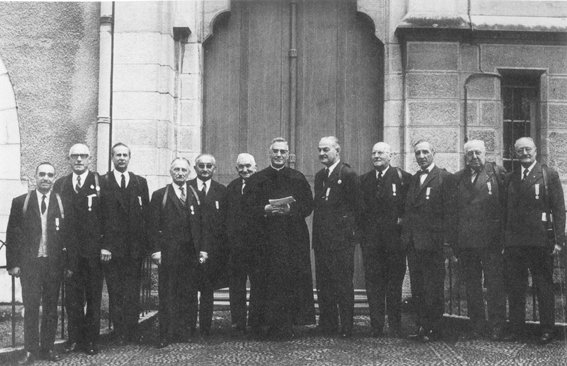
Photo historique de l'Hospitalité Notre-Dame de Lourdes.

## Présentation

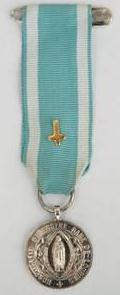
Médaille de l'HNDL.

### Hospitaliers
L’Hospitalité Notre-Dame de Lourdes (HNDL) accueille et accompagne les pèlerins malades ou handicapés. En 2016, l’association est dirigée par un président (Bertrand Clerc-Renaud), un secrétaire général (Alain de Tonquedec), un trésorier général (Alain Marchio), six vice-présidents, trois membres de droit : l’évêque du diocèse (Mgr Brouwet), le recteur des sanctuaires (Père André Cabes) et l’aumônier général (Père Horacio Brito).
Les hospitaliers portent une médaille de la Vierge Marie, attachée à un ruban bleu ciel avec une agrafe marquée HNDL et une croix de saint Pierre, fidèle serviteur du Christ.
Entre 20 000 et 30 000 hospitalières et hospitaliers servent l'Hospitalité qui est divisée en six services. Chaque service dispose d'un vice-président et d'un ou plusieurs responsables :
- le service Notre-Dame et le service Marie Saint-Frai participent à l'hébergement et la restauration des pèlerins malades et handicapés. La vice-présidente de Notre-Dame est Marie-Annick Pezet et la vice-présidente de Marie Saint-Frai est Monique Vervoitte. Chaque service dispose de son propre responsable, accueil Notre-Dame et accueil Marie Saint-Frai ;
- le service Sainte Bernadette, pour la formation spirituelle (sous la direction de l’aumônier général) et en technique de manutention au maniement du matériel de transport des pèlerins. Son vice-président est Gilles Leroux. Il dispose d'un responsable service d'accueil et aide à la prière ;
- le service Saint Jean-Baptiste accompagne le pèlerin lors de sa démarche au bain. Sa vice-présidente est Maryse Aubouin. Le service dispose de deux responsables (piscines intérieures et plateau des piscines) ;
- le service Saint Joseph qui accompagne les pèlerins aux cérémonies des sanctuaires (dont l’aide à la prière à la grotte) et leur transfert à l'arrivée et au départ de la gare de Lourdes et de l'aéroport. Son vice président est Bernard Gladin. Il dispose de trois responsables : service d'accueil aux cérémonies, gare et aéroport identifiés par un badge rouge ;
- le service Saint Michel est chargé de la logistique et de l'intendance. Son vice-président est Henri de Watrigant. Le service couvre trois domaines d’activité : 
  - le bureau Saint Michel accueille les arrivants (clés des chambres, facturation des cotisations-nuitées-repas, gestion des dossiers des pèlerinages et service du petit-déjeuner) ; trois responsables gèrent l'accueil stagiaires, l'accueil stagiaires - parrainage et l'accueil hospitalier,
  - l’atelier pour les réparations du matériel roulant (fauteuils, chaises bleues, etc.) et l’entretien des bâtiments de l’HNDL,
  - le foyer de l’HNDL (restauration, boisson non alcoolisé et jeux) ; des salles sont mises à disposition pour des réunions amicales, de travail ou des soirées conviviales.

L’HNDL dispose de quatre pôles d'hébergements :
- Notre-Dame du Oui et villa Marie-Bernadette ;
- Bernadette et Benoît Labre ;
- homes Gabriel et Notre-Dame (réservés aux piscinières) ;
- hospitalet Marthe et Marie (4e étage).

### Bénévoles
Le service bénévolat est divisé en cinq domaines :
- l'accueil : accueil des pèlerins et des visiteurs du sanctuaire, centre d'information, service jeunes et familles, service d'accueil des personnes malades et handicapées, point écoute, pèlerins en difficulté (Entraide Saint-Martin), cachot, oratoire, musée Sainte-Bernadette, piscines ;
- l'animation : animation des temps de prière auprès des enfants, des jeunes, Petite maison de Bernadette, accompagnements comme les Pas de Bernadette, visite du sanctuaire ;
- la logistique : imprimerie, manutention, maintenance des véhicules, événementiel, communication, magasinier, poste de secours, sacristains, archives ;
- la technique : lingerie, ouvroir (broderie, confection de vêtements liturgiques, couture), espaces verts, librairie, fleuriste, informatique, travaux, sonorisation ;
- l’hôtellerie : à l'accueil Notre-Dame (pèlerin), au village des jeunes, à l'Ave Maria (self).

### Articles liés
- Confrérie
- Fraternité (société)
- Pèlerinage de Lourdes
- Augustins de l'Assomption
- Apparitions de Lourdes
- Cadets Normands